# Франсеска
Франсеска (фр. Francescas) насеље је и општина у југозападној Француској у региону Аквитанија, у департману Лот и Гарона која припада префектури Нерак.
По подацима из 2011. године у општини је живело 685 становника, а густина насељености је износила 32,27 становника/km². Општина се простире на површини од 21,23 km². Налази се на средњој надморској висини од 127 метара (максималној 171 m, а минималној 63 m).

## Демографија
| 1962. | 1968. | 1975. | 1982. | 1990. | 1999. | 2011. |
| ----- | ----- | ----- | ----- | ----- | ----- | ----- |
| 499   | 589   | 601   | 601   | 625   | 714   | 685   |

График промене броја становника у току последњих година